# Barbastella beijingensis
Barbastella beijingensis es una especie de murciélago de la familia Vespertilionidae.

## Distribución geográfica
Es  endémica de China. 